# 亀山紘
亀山 紘（かめやま ひろし、1942年（昭和17年）10月26日 - ）は、日本の政治家、元大学教授。元宮城県石巻市長（3期）。工学博士（東北大学）。

## 来歴
宮城県石巻市出身。石巻市立住吉小学校、石巻市立住吉中学校、宮城県石巻高等学校、神奈川大学工学部応用化学科卒業。
- 1966年（昭和41年）
  - 3月 - 神奈川大学工学部応用化学科卒業。
  - 4月 - 宮城県塩釜高等学校の教諭となる。
- 1969年（昭和44年）
  - 3月 - 教諭を退職。
  - 4月 - 東北大学工学部の文部技官となる。
- 1987年（昭和62年）
  - 7月 - 東北大学より工学博士の学位を取得。
  - 8月 - 東北大学の講師となる。
- 1989年（平成元年）
  - 4月 - 石巻専修大学の助教授になる。
- 1993年（平成5年）
  - 5月 - 石巻専修大学の教授となる。
- 2009年（平成21年）
  - 3月 - 教授を退任[2]。
- 2009年（平成21年）
  - 4月19日 - 石巻市長選挙に無所属で立候補。現職の土井喜美夫市長を破り、初当選。投票率は、58.82％。
  - 4月29日 - 石巻市長に就任[2]。
- 2013年（平成25年）
  - 4月21日 - 石巻市長選に自由民主党、民主党の推薦と日本共産党の支持を受けて無所属で立候補。元市議会議員議長の阿部和芳ら3人の候補者を破り、2期目の当選。投票率は、44.16％。
- 2017年（平成29年）
  - 4月23日 - 石巻市長選に自由民主党、民進党の推薦を受けて立候補。元市議会議員議長の阿部和芳ら3人の候補者を破り、3期目の当選。投票率は、44.31％。
- 2022年春の叙勲で旭日小綬章を受章[3]。

## 市政・人物
大川小津波訴訟
2012年（平成24年）、市教育委員会が開いた、児童23人が津波の犠牲になった石巻市立大川小学校の保護者への説明会で「もし自分の子どもが亡くなったら、思いを償っていくという、自分自身に問うということしかない。これが自然災害における宿命だと思っております」と述べ、遺族から批判を受けた。
2016年（平成28年）10月26日、大川小津波訴訟で仙台地裁が宮城県と石巻市に対し損害賠償の支払いを命じる。亀山は「市の主張が認められなかった結果を重く受け止めている」と述べた。また、石巻市では設計委託費や消耗品購入費など計約1億2600万円を131の企業・個人に誤って二重送信する問題が起きた。定例会で「関係者にご迷惑をお掛けしておわび申し上げる。信頼回復に向けて確認作業の徹底を図りたい」と陳謝したが依然問題の解決には至っていない。
2019年（令和元年）10月、原告勝訴が確定。賠償金と遅延損害金計20億円超を市が支払うことになった責任を取り、亀山は2020年（令和2年）1月から6月までの自身の月額給与を50％減額した。あわせて、副市長と教育長についても30％減額した。
その他
- 2014年（平成26年）、東日本大震災のがれき処理業務の委託費をめぐる詐欺事件で、亀山紘市長に対する問責決議案を賛成多数で可決される[8]。

- 2015年（平成27年）、東日本大震災の対応と教訓として千葉県で講演を行う。災害対策本部の課題として初動対応における職員の行動の不統一が大きな課題と述べる[9]が亀山自身は石巻赤十字病院に震災直後2日間宿泊し音信不通であった[10]。

- 2020年（令和2年）6月12日、新型コロナウイルス対策の財源に充てるため、自身の6月期末手当を50％減額すると発表した。副市長と教育長については20％減額する[7]。